# جاسر حاج يوسف
جاسر حاج يوسف (بالإنجليزية: Jasser Haj Youssef)‏ (و. 1980 – م) هو عازف جاز، وملحن، وعالم موسيقى من تونس. ولد في سوسة. 

## روابط خارجية
- جاسر حاج يوسف على موقع ميوزك برينز (الإنجليزية)
- جاسر حاج يوسف على موقع ديسكوغز (الإنجليزية)